# Aptosimum arenarium
Aptosimum arenarium är en flenörtsväxtart som beskrevs av Adolf Engler. Aptosimum arenarium ingår i släktet Aptosimum och familjen flenörtsväxter. Inga underarter finns listade i Catalogue of Life.